# Vancouver Island
Vancouver Island, früher auch Quadra, ist die größte nordamerikanische Pazifikinsel. Sie liegt im Südwesten der kanadischen Provinz British Columbia und ist nach dem britischen Seefahrer George Vancouver benannt. Obwohl der Süden der Insel südlich des 49. Breitengrades liegt, der im Westen Nordamerikas die Grenze zwischen den Vereinigten Staaten und Kanada festlegt, gehört die Insel auf Grund des Oregon-Kompromisses vollständig zu Kanada.

## Geographie und Klima
Vancouver Island ist die größte Insel der Provinz British Columbia und wird durch die Strait of Georgia, die Johnstone Strait – miteinander verbunden durch die Discovery Passage – und die Queen Charlotte Strait vom kanadischen Festland getrennt. Die Juan-de-Fuca-Straße trennt die Insel vom US-Staat Washington. Die Insel ist über 450 km lang und rund 100 km breit; dabei umfasst sie eine Fläche von 31.285 km², somit größer als Brandenburg oder Belgien. Trotz ihrer Größe ist sie nur die elftgrößte Insel Kanadas.
Der lange Gebirgszug der Vancouver Island Ranges teilt die Insel in die stürmische, zerklüftete, dem Pazifik zugewandte Westseite und die gemäßigtere Ostseite. Der höchste Berg ist die Golden Hinde mit 2195 m. Er steht im rund 2500 km² großen Strathcona Provincial Park. Der einzige Gletscher ist der Comox Glacier. Die Westküste ist von fünf großen, fjordartigen Sundgebieten, den Sounds, gekennzeichnet. Der größte See ist der Kennedy Lake nordöstlich von Ucluelet.
Das Klima ist für kanadische Verhältnisse ausgesprochen mild, wobei es im Westen, am Hucuktlis Lake, bis zu 6650 mm pro Jahr regnet – vor allem im Herbst und Winter, während auf der Saanich-Halbinsel oder in Victoria nur ein Zehntel dieser Regenmenge fällt. Schnee ist, außer im Hochgebirge, eher selten.

## Fauna und Flora
Vancouver Island beherbergt noch große zusammenhängende Stücke gemäßigten Küstenregenwalds (vor allem am Clayoquot Sound, am Barkley Sound und im Pacific-Rim-Nationalpark), die jedoch von der Holzindustrie bedroht sind (siehe Nuu-chah-nulth). Douglasien, Riesen-Lebensbäume und Sitka-Fichten erreichen enorme Wuchshöhen (bis zu 96 m).
Dort leben neben Schwarzbären, Pumas und Wölfen auch Schneeziegen, Elche, Stinktiere und Kojoten. Zur Fauna von Vancouver Island zählt auch das Vancouver-Murmeltier, eine sehr seltene Art innerhalb der Gattung der Murmeltiere.
Der Küstensaum und die Flüsse sind sehr fischreich. Dies hängt damit zusammen, dass die Meeresströmungen vor allem im Sommer reichlich Phyto- und Zooplankton aus dem nördlichen Pazifik, aber auch aus tieferen Meereszonen herbeibringen, die wiederum eine große Artenvielfalt und enorme Fischpopulationen gefördert haben. Meeressäuger wie Wale und Robben, aber auch Otter sind hier ursprünglich zahlreich vertreten gewesen, dazu kommen große Vogelpopulationen. Außerdem wandern regelmäßig Lachse durch Flüsse und Seen zu ihren Laichgebieten.
Mitte 2007 waren 13,8 % der Inselfläche als National- oder Provinzialpark, als ökologische Reserve oder sonstiges Gebiet unter Schutz gestellt. Unter diesen Schutzgebieten ist mit dem 1911 gegründeten Strathcona Provincial Park auch der älteste der Provincial Parks in British Columbia.

## Bevölkerung
Heute leben rund 750.000 Menschen auf der Insel, was nur wenig mehr als 23 Menschen pro km² entspricht. Jedoch sind diese sehr ungleichmäßig verteilt. Die meisten Menschen leben im Großraum zwischen der Hauptstadt Victoria und Nanaimo.
Die ersten Einwohner waren die First Nations, wie die Indianer in Kanada heute genannt werden. Diese teilen sich in drei Gruppen, die heute rund 7000 Nuu-chah-nulth im Westen, die etwa 5000 Kwakwaka'wakw im Norden und Osten, die Salish-Gruppe im Osten und Süden.
Der überwiegende Teil der Inselbewohner hat europäische Wurzeln, doch schon im 19. Jahrhundert kamen Japaner und Chinesen hinzu, letztere insbesondere im Zusammenhang mit der Kohleindustrie und dem Eisenbahnbau.

## Städte
Nach der Volkszählung von 2011 wiesen die wichtigsten Städte und Gemeinden der Insel folgende Einwohnerzahlen auf:
| - Campbell River 31.186 - Central Saanich 15.936, DM - Colwood 16.093 - Courtenay 24.099 - Cumberland 3.398 - Duncan 4.932 - Esquimalt 16.209, DM - Gold River 1.267 - Ladysmith 7.921 | - Lake Cowichan 2.974 - Langford 29.228 - Nanaimo 83.810 - North Cowichan 28.807, DM - North Saanich 11.089, DM - Oak Bay 18.015, DM - Parksville 11.977 - Port Alberni 17.743 - Port Hardy 4.008 | - Port McNeill 2.505 - Qualicum Beach 8.687 - Saanich 109.752, DM - Sidney 11.178 - Sooke 11.435, DM - Tofino 1.876, DM - Victoria 80.017 - View Royal 9.381 - Ucluelet 1.627, DM |

## Geschichte
→ Siehe auch: Geschichte British Columbias

### Herkunft der Ortsnamen
Die verschiedenen Mächte, die Einfluss auf die Geschichte von Vancouver Island ausgeübt haben, finden sich bereits in den Inselnamen der Region. Juan de Fuca, Galiano oder Gabriola mit der Bucht Silva Bay zählen zu den Namen, die auf spanische Wurzeln verweisen. Dagegen sind Cavendish oder Cook, Victoria oder Douglas die Namen englischer Persönlichkeiten. Dazu kommen Ortsnamen indianischer Herkunft wie Cowichan, Haida, Nanaimo, Sooke oder Songhees.

### Frühgeschichte
Es wird angenommen, dass ihre Vorfahren bereits nach Ende der letzten Eiszeit die Insel besiedelten. Heute leben dort 15 Gruppen der Nuu-chah-nulth an der Westküste, mehr als 30 Gruppen der Küsten-Salish im Süden und Osten, deren Gebiete sich auch entlang der Küsten des festländischen British Columbia, von Washington und Oregon erstrecken, sowie 17 Gruppen der Kwakwaka'wakw im Inneren und Norden der Insel.
Auf der Insel Calvert, die festlandnah 60 km nördlich von Vancouver Island liegt, wurden 2018 am Strand Fußspuren von 3 Menschen gefunden, die auf circa 13.000 Jahre alt datiert wurden und zeitlich Funden von Werkzeug am Manis Mastodon Site in Washington State, USA – 50 km südöstlich der Südspitze von Vancouver Island am Festland – nahe kommen.

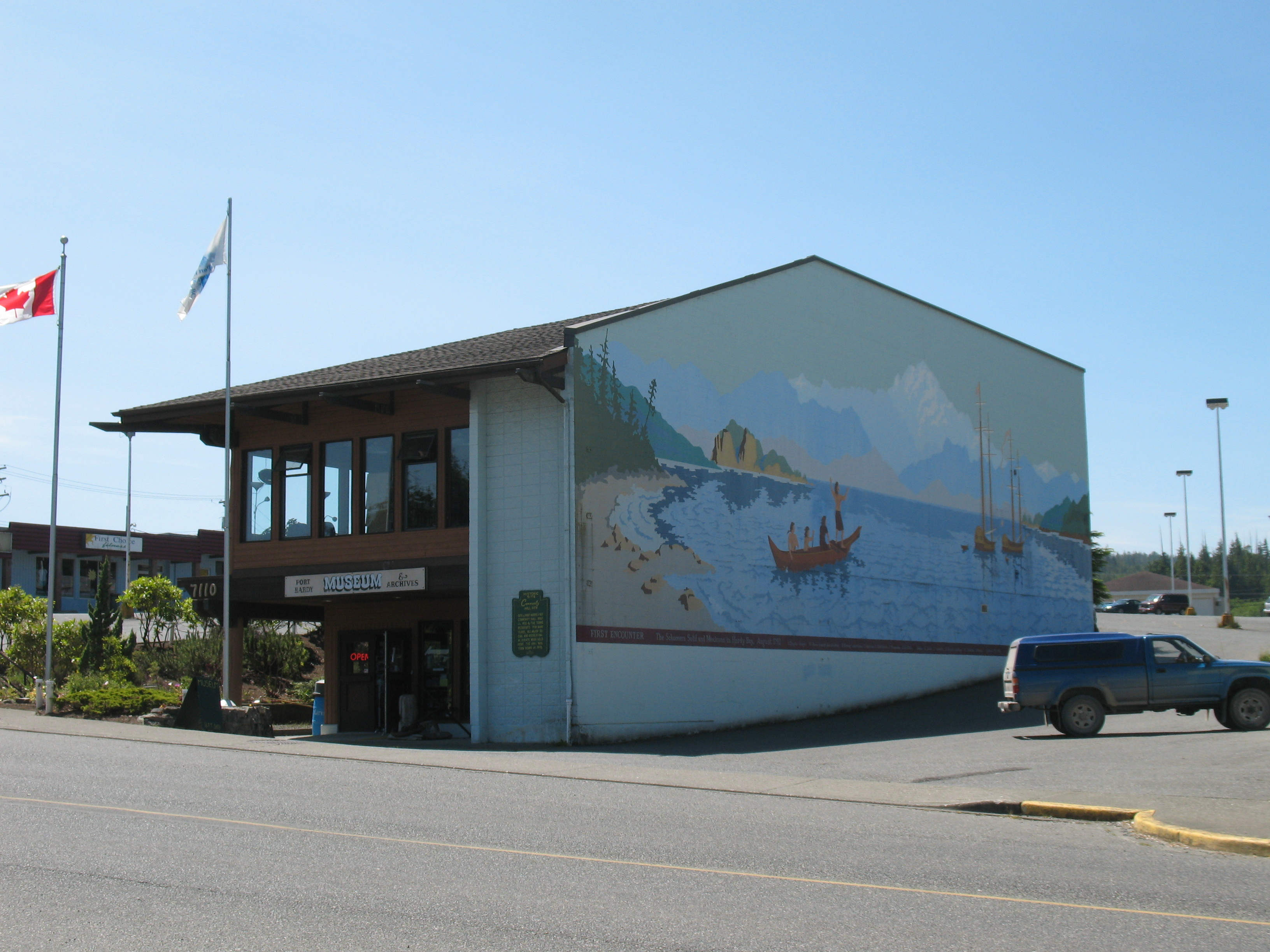
Im Museum und Archiv von Port Hardy werden die Funde aus der Bear Cove aufbewahrt, die ältesten auf Vancouver Island gefundenen Spuren menschlicher Anwesenheit

In der im Norden der Insel gelegenen Bear Cove weisen Artefakte auf eine vielleicht bis 6000 v. Chr. zurückreichende menschliche Besiedlung hin, die bis in die früheste Zeit der Besiedlung des amerikanischen Kontinents zurückreicht.
Mit dem Ende der heftigen Schwankungen im Küstenverlauf zwischen 4000 und 3000 v. Chr. nahm die Zahl der Siedlungen zu. Typisch sind große Berge von Abfällen und Muscheln (shell middens). Der größte von ihnen ist der Great Fraser Midden mit einer Höhe von fünf Metern, der zwischen 500 v. und 500 n. Chr. genutzt wurde. Hier weisen Funde beschnitzter Knochen und Geweihe auf zeremonielle Handlungen hin. Haus- und Bootsbau, Weberei, Werkzeuge und Waffen lassen sich nachweisen.
Ausgrabungen bei Yuquot, um den Hesquiat Harbor und im westlichen Barkley Sound, aber auch im Gebiet der Makah haben gezeigt, dass hier bereits um 2300 v. Chr. Menschen lebten. Im Süden des Makah-Gebiets und am Nitinat Lake im Gebiet der Ditidaht fanden sich knapp 3000 Jahre alte Skulpturen.
Auch fanden sich aus Geweihstücken gefertigte Kämme aus der Zeit um 1000 n. Chr., einige mit Wolfsskulpturen, andere mit menschlichen Gesichtszügen.
Spätestens um 500 v. Chr. entwickelten sich die komplexen Formen der Gesellschaft mit ausgefeilten Ritualen, Kunsttraditionen und einem hoch entwickelten spirituellen Leben. Für die Zeit um Christi Geburt lassen sich Siedlungen um Nanaimo nachweisen. Um 800 vermutet man ein gewisses Bevölkerungswachstum an der Westküste, denn eine Anzahl von neu entstandenen Dörfern lässt sich nachweisen, z. B. T'akw'aa bei den Toquaht im westlichen Barkley Sound oder Hesquiat und Kupti im oberen Nootka Sound.

### Spanisch-britische Interessenkonflikte (1774–1794), Neutralisierung (1794–1849)
Im Jahr 1774 erreichten spanische Seefahrer Vancouver Island. Obwohl Spanien schon 1790 seine Besitzansprüche an Großbritannien abtrat, hatte die dazwischenliegende Phase spanisch-britischer Auseinandersetzungen weit reichende Auswirkungen.
Das erste spanische Schiff, die Santiago, fuhr unter ihrem Kapitän Juan José Pérez Hernández. Im nächsten Jahr folgte eine Expedition unter Führung von Juan Francisco de la Bodega y Quadra. Vermutlich dienten diese Expeditionen auch dazu, die spanischen Ansprüche gegenüber den von Norden südwärts strebenden russischen Fallenstellern und Fellhändlern abzugrenzen.
Die dritte Reise unter James Cook, der im Nootka-Sund an der Westküste am 31. März 1778 landete und das Gebiet für Großbritannien reklamierte, verkomplizierte die Situation weiter. Dazu kam, dass die Britische Ostindien-Kompanie in dem Dorf Yuquot (Friendly Cove) auf Nootka Island einen winzigen Handelsposten einrichtete. Zwischen 1785 und 1794 sind 25 britische Schiffe in der Gegend im Fellhandel aktiv gewesen.
Spanien setzte 1789 seine Erkundungsfahrten unbeeindruckt fort, diesmal unter Führung von Esteban José Martínez. Er gründete Fort San Miguel auf einer dem britischen Handelsposten benachbarten Insel – die einzige ursprünglich spanische Siedlung in Kanada. Erst die Nootka Convention beendete die um sich greifende Piraterie, die nahe an einen offenen Krieg führte, im Jahr 1792.
George Vancouver, der schon mit James Cook gesegelt war, vertrat die britischen Interessen. In einem Logbucheintrag vom September 1792 berichtet er, er habe seinem spanischen Verhandlungspartner Quadra einen Treffpunkt auf der Insel vorgeschlagen, die er „Die Insel von Quadra und Vancouver“ genannt habe. Isla de Quadra y Vancouver bzw. Quadra and Vancouver's Island war für einige Jahrzehnte der offizielle Name der Insel.
Begehrt waren vor allem die Fischotterpelze, die hohe Gewinne brachten. Von diesem Handel profitierten anfangs auch einige Gruppen der Ureinwohner, wobei es Häuptling Maquinna wohl gelang, eine Art Regionalmacht zu entwickeln, die sich bis etwa 1805 hielt. Doch die sprunghaft wachsende Zahl der Pelzjäger ließ die Fischotterpopulation der Insel zusammenbrechen. Die Pelzhändler zogen nordwärts.

### Hudson’s Bay Company (1849–1871)
Das Schwinden der spanischen Macht sorgte dafür, dass die Hudson’s Bay Company (HBC) bereits um 1824 nur noch von „Vancouver’s Island“ schrieb. Spätestens 1849 wurde dies in der Form Vancouver Island zur offiziellen Bezeichnung.

Flagge von Vancouver Island

Das westliche Hauptquartier der HBC war zunächst nicht auf Vancouver Island, sondern in Fort Vancouver am Columbia, das im heutigen US-Bundesstaat Washington liegt. Während die Grenzverhandlungen zwischen der Kolonialmacht Großbritannien und den USA noch nicht abgeschlossen waren, fürchtete die HBC, sie würde für den Fall, dass ihr Hauptquartier von der kanadischen Basis durch die neue Grenze abgeschnitten würde, schwere Wirtschaftsschäden erleiden. Daher errichtete sie am Südende von Vancouver Island eine Station und nannte sie nach der britischen Königin Victoria. Zwar blieb Fort Vancouver für die südliche Einflusssphäre der HBC wichtig, doch das Hauptquartier zog bald nach Victoria um. Auch die US-Amerikaner übten weiterhin ihren Einfluss in der Gegend aus. Allein 1788–1794 steuerten sechs Schiffe im Auftrag von Pelzhändlern die Gegend an, 1794–1804 waren es bereits 50, und 1805–1815 waren es rund 40, während nur neun bzw. drei britische Schiffe dort segelten.
Erst die Gründung von Fort Victoria brachte eine größere Zahl vor allem britischer Siedler nach Vancouver Island. Dort entwickelte sich in der Frühzeit eine enge Kooperation zwischen der Siedlung und den Völkern der Insel und auch jenseits der Juan-de-Fuca-Straße. Viele Stämme brachten Otter- und Biberfelle, Tran und Fett zum Handeln mit. Sie versorgten die wachsende Stadt mit Baumaterial, Arbeitskraft und Lebensmitteln. Ihre Kanus beförderten die Post. 1859 kampierten über 2800 Indianer nahe der Stadt, davon vielleicht 600 Songhees, das Einzugsgebiet erstreckte sich bis nach Alaska. Die Handelsflotte Victorias, immerhin 59 Schoner, basierte selbst 1894 noch zu erheblichen Teilen auf indianischer Arbeitskraft. 518 der 1336 Beschäftigten waren Indianer. Esquimalt wurde 1865 zum Stützpunkt der kanadischen Flotte im Pazifik. 1853 wurde das Siedlungsgebiet der Songhees verkleinert, doch wurden ihnen vertraglich zahlreiche Nutzungs- und Schutzrechte zugesichert – eine der wenigen vertraglichen Abmachungen mit den First Nations. 1911 siedelten sie auf der Basis eines neuen Vertrags in die Gegend von Esquimalt um, ein Vertrag, der noch heute gültig ist.
Auf der anderen Seite brachten Handel und Siedlung der Europäer starke Umwälzungen auch in noch kaum von ihnen berührten Gebieten hervor. Gewehre gestatteten es etwa den Comox, sich mit den Lekwiltok zu verbünden und Sklaven zu fangen. Die Stämme der Nanaimo, Saanich, Songhees, Esquimalt, Musqueam und Squamish verbündeten sich gegen diese Eindringlinge und lockten sie in eine Falle. Die erfolgreiche Stammeskoalition unter Führung des Tzouhalem, Häuptling der Cowichan, war es auch, die Fort Victoria 1843 angriff, wenn sie sich auch zu einem Friedensschluss bereit erklärte. Für die Briten waren diese Stämme auch in der Folgezeit wichtige Verbündete. So sollten die Squamish während des Krimkriegs mithelfen, die befürchtete russische Invasion bei Vancouver zu verhindern, indem sie den Burrard Inlet deckten.
1849 wurde die Kronkolonie Vancouver Island gegründet. Die Eigenmächtigkeiten des Chief Factors von Victoria, James Douglas, beunruhigten die britische Regierung, die Richard Blanshard als ersten Gouverneur der Insel entsandte. Gegen diesen setzte sich Douglas nach 18 Monaten durch, Blanshard wurde abgezogen. Dadurch wurde Douglas selbst Gouverneur. 1864 erhielt Douglas von Königin Victoria sogar die Ritterwürde.
Während des Fraser-Canyon-Goldrauschs auf Kanadas Festland kamen viele Goldsucher aus Kalifornien nach Norden und rüsteten sich, mit Vorliebe in Victoria, für ihre Unternehmen aus. Der Einfluss der USA wuchs – obwohl diese bereits 1846 auf ihre Ansprüche verzichtet hatten – und in gleichem Maße die Sorge, dies könnte auch politische Folgen haben. Die HBC verlor ihren Einfluss (vor allem nach 1858). Von Victoria aus setzte sich eine Besiedlungswelle nach Norden in Bewegung, nachdem London der Kolonie 1852 den Verkauf unbewohnten Landes gestattet hatte.
Vancouver Island und das Festland (hauptsächlich das Lower Mainland) wurden 1866 zu den Vereinigten Kolonien von Vancouver Island und British Columbia vereinigt. John Sebastian Helmcken, der Sprecher der Gesetzgebenden Versammlung, unterstützte zunächst einen Anschluss an die USA, ließ sich dann jedoch von den ökonomischen Vorteilen eines Beitritts zu Kanada überzeugen, insbesondere einer Schuldenübernahme und dem Bau einer Eisenbahnverbindung. Nachdem es die Zusage erhalten hatte, durch die Canadian Pacific Railway innerhalb von zehn Jahren an das kanadische Schienennetz angeschlossen zu werden, trat „BC“ am 20. Juli 1871 der Kanadischen Konföderation bei. Die Eisenbahnverbindung wurde 1885 fertig gestellt.

### Kanada
Der erste Zensus auf Vancouver Island wurde 1871 in Victoria durchgeführt, 1881 für die ganze Insel, erneut 1891 und 1901. British Columbia hatte demnach 176.546 Einwohner, davon rund 26.000 in Vancouver und knapp 21.000 in Victoria. Im Distrikt Vancouver lebten 5765 „Indians“, davon in Victoria 333. Ihre Zahl muss bis in die 1830er Jahre erheblich größer gewesen sein, doch sind zahlreiche Indianer eingeschleppten Krankheiten zum Opfer gefallen. Vor allem die Pockenepidemie von 1862 dezimierte die Stämme zwischen Alaska und dem Puget Sound. Dazu kam der Verdrängungsprozess vor allem im Süden, im Umkreis von Victoria und Nanaimo. Ihre Zahl sollte jedoch bis weit ins 20. Jahrhundert noch erheblich weiter zurückgehen. Daher zählten die Indianeragenten 1881 noch wesentlich mehr Stämme als in späterer Zeit. Harry Guillod zählte noch 20 Nuu-chah-nulth-Stämme, George Blenkinsop 25 Stämme der Kwakwaka'wakw, W. H. Lomas zählte in der so genannten Cowichan Agency an der Ostküste 22 bands, an der Südküste 10. Demzufolge lebten zu dieser Zeit noch 32 Küsten-Salish-Stämme auf Vancouver Island, hinzu kamen die Kwakwaka'wakw im Norden. Insgesamt ließen sich 77 Stämme unterscheiden.
Doch diese Indianer wurden immer mehr zur Minderheit. Schon 1858 waren Tausende Goldsucher nach Victoria gekommen, doch waren sie weitergezogen. Ab 1870 erlebte die Insel einen erneuten, nun dauerhafteren Zuwanderungsschub, als der Cariboo-Goldrausch begann. Über die Cariboo Road (auch Cariboo Wagon Road oder Great North Road genannt) wanderten in den nächsten Jahren über 100.000 Männer Richtung Barkerville, das bald die größte Stadt im kanadischen Westen wurde.

### Einwanderer
Zwei Gründe führten in der zweiten Hälfte des 19. Jahrhunderts zu mehreren Einwanderungswellen. Dabei war das Motiv der religiös bedingten Auswanderung (z. B. der Duchoborzen aus Russland oder der norwegischen Lutherischen Freien Kirche) vergleichsweise schwach, vielmehr waren es die ökonomischen Möglichkeiten, die zahlreiche Menschen ins Land lockten. Diese Möglichkeiten basierten zum einen auf Goldfunden, zum anderen auf der Urproduktion, sei es Holzeinschlag, Kohlegewinnung oder Landwirtschaft, zum dritten auf den sich schnell entwickelnden Industrien, zunächst vor allem des Eisenbahnbaus. Die Baustellen der Canadian Pacific Railway und der Esquimalt and Nanaimo Railway zogen Tausende an. Dazu kam eine beginnende Urbanisierung vor allem um Victoria, das 1901 bereits 20.919 Einwohner hatte.
Die Hauptmasse der Zuwanderer stellten die Bewohner des Vereinigten Königreichs. Sie kamen zunächst mit der HBC, wurden aber auch gezielt für die Kolonisierung um Victoria angeworben. Das galt erst recht für die Kohlegruben, jedoch standen die Unternehmen hier in einem stärkeren Konkurrenzverhältnis zum aufstrebenden europäischen Bergbau. Zwar gelang es vielfach, Spezialisten anzuwerben, aber die viel umfangreicheren und erheblich mehr Arbeitskräfte erfordernden schweren, aber leicht zu erlernenden Arbeiten litten bald unter Mangel an Arbeitskräften. So warb man schon früh asiatische Arbeiter an, vor allem Chinesen.
Schon John Meares brachte 1788 auf zwei Schiffen rund 50 Schiffsschreiner und sonstige Handwerker aus China mit, doch wurden sie später von Spaniern nach Mexiko gebracht. Die ersten chinesischen Immigranten kamen 1858 im Zuge des Goldrauschs aus Kalifornien nach Victoria. Die meisten wohnten entlang der heutigen Johnson Street in Victoria in Zelten oder Holzhütten. Schon um 1880 war die Chinatown die größte in Kanada. 1911 wohnten 3458 Chinesen in der Stadt, viele hatten längst ihre Familien nachgeholt, es entstanden Geschäfte, Theater, Schulen (1909, Unterricht in Chinesisch).
Die Chinese Consolidated Benevolent Association versuchte Konflikte mit Nichtchinesen beizulegen und repräsentierte die Gemeinde. Auch in anderen Orten wie Nanaimo entwickelten sich Chinatowns, deren ökonomische Basis allerdings eher der Handel und der Kohlebergbau war. 1887 kamen beim Grubenunglück von Nanaimo allein 53 Chinesen ums Leben. Auch in Cumberland, South Wellington, Wellington, Extension und Northfield (heute neighbourhoods von Nanaimo) gab es Chinatowns. 1892 lebten in Nanaimo 228 Chinesen in 75 Haushalten (darunter nur fünf Frauen), in Wellington sogar 312. Im Distrikt Victoria zählte man 1901 allein 3004 Chinesen.
Ebenso wie den First Nations enthielt 1872 der Qualifications of Voters Act den Chinesen das Wahlrecht vor, außerdem durften sie ab 1878 nicht mehr für Bauprojekte der Provinz eingestellt werden. Stattdessen arbeiteten Tausende von ihnen zwischen 1880 und 1885 an der Canadian Pacific Railway. Mit Fertigstellung der Bahn durften Chinesen nur noch einwandern, wenn sie eine Kopfabgabe von 50 Dollar zahlten. Diese wurde 1900/02 verdoppelt, 1903 sogar auf 500 Dollar erhöht. Viele wanderten nun ostwärts ab. 1907 kam es zu antichinesischen Ausschreitungen in Vancouver, wo 1919 bereits 6000 Chinesen lebten. 1923 stoppte die Regierung die weitere Zuwanderung.
Mit den Pelzhändlern der HBC kamen nicht nur Iren, Schotten und Engländer nach Vancouver Island, sondern auch Franko-Kanadier und Indianer aus den östlichen und mittleren Gebieten des späteren Kanada. Im Gegensatz zu amerikanischen Pelzhändlern ließ die Company die jeweiligen Bewohner die Fallenstellerei ausüben, errichtete aber Forts, in denen der Ankauf stattfand – so entstand 1843 auch Victoria. Dazu kamen zahlreiche Angestellte, die den Kontakt mit den indigenen Völkern aufnahmen und pflegten.
Japaner kamen erst um 1877 nach Vancouver Island. Sie waren vor allem Fischer. Schon 1895 versuchte British Columbia die asiatische Zuwanderung zu stoppen. 1901 lebten im Distrikt Victoria 338 Japaner, im Distrikt Vancouver sogar 1062. Nachdem es 1907 in Vancouver zu Ausschreitungen gekommen war, begrenzte Japan die Zahl der Zuwanderer auf 400 pro Jahr, 1923 sogar auf 150, ab 1928 galt diese Begrenzung sogar einschließlich Frauen und Kinder. Während des Ersten Weltkriegs nahmen 200 japanische Kanadier an den Kriegshandlungen teil, die ab 1931 als einzige Japaner wahlberechtigt waren. 1919 waren die japanischen Fischer so erfolgreich, dass sie beinahe die Hälfte der Fischereilizenzen innehatten. Wenige Jahre später hatte die Regierung ihnen rund 1000 von den mehr als 3000 Lizenzen entzogen. 1920 entstand eine erste Gewerkschaft japanischer Arbeiter, die ab 1924 eine eigene Zeitung herausbrachte (Minshu).
Bereits am 8. Januar 1941 wurden sie vom Militärdienst ausgeschlossen, ab dem 4. März registriert. Nach dem Angriff auf Pearl Harbor wurden alle 22.000 japanischstämmigen Kanadier enteignet und interniert. Die Politik in Ottawa steuerte dem auf Vancouver Island und in Vancouver ausgeprägten Rassismus nicht entgegen. In British Columbia lebten 1941 rund 95 % der abfällig als „Japs“ Bezeichneten. Sie besaßen kein Wahlrecht. Rund 12.000 von ihnen gingen in Gefangenenlager. Ein erstes detention camp wurde im April in Greenwood eingerichtet, es folgten Kaslo, New Denver, Slocan, Sandon und Tashme, die allesamt im Südosten der Provinz lagen. 572 Farmen wurden zwangsverkauft. 1946 wurden 3964 Japaner gezwungen, nach Japan auszureisen. Nur 6.776 lebten im Januar 1947 (wieder) in British Columbia. Erst 1988 erfolgte eine Entschuldigung Ottawas.
Reverend Christian Saugstad, Pastor der Lutheran Free Church im Polk County, Minnesota, führte 1894 eine Gruppe von 79 Norwegern nach Vancouver Island. Dort errichteten sie zusammen mit weiteren 98 Norwegern in Bella Coola eine Gemeinde. 1896 hatte die Gemeinde 158 Einwohner, die offenbar auf gutem Fuß mit den Indianern der Region, den Nuxalk, standen. Weitere Zuwanderung anderer Gruppen führte schließlich dazu, dass die Norweger kulturell stärker integriert wurden. Die letzte Gemeindeversammlung fand 1909 statt. In den Kohlegruben um Nanaimo arbeiteten einige Finnen, dazu kam nach 1900 eine Gruppe von Idealisten, die ihr Glück im Norden der Insel versuchte.
Bereits wenige Jahre nach der Unabhängigkeit der USA von Großbritannien spielten die südlichen Nachbarn eine wichtige Rolle im Pelzhandel, überflügelten sogar bald die Briten. Zu einer ersten großen Zuwanderungswelle kam es 1858, als Tausende von Kaliforniern über Victoria nach Norden zogen, in der Hoffnung, dort Gold zu finden. Diese Welle war so stark, dass man in London fürchtete, die Männer könnten vollendete Tatsachen schaffen und die Insel an die USA bringen. Victoria mit seinen rund tausend Einwohnern musste einen Zustrom von rund 16.000 Männern verkraften. Außerdem kam 1862 mit den Kaliforniern die heftigste Pockenepidemie in den Westen Kanadas (und nach Washington und Alaska) und tötete einen erheblichen Teil der Indianer.

### Goldfunde (1858–1900)
Ab 1861 erlebte British Columbia einen erneuten Zuwanderungsschub, als der Cariboo-Goldrausch ausbrach. Über die Cariboo Wagon Road wanderten in den nächsten Jahren über 100.000 Männer Richtung Barkerville, doch der überwiegende Teil von ihnen landete in Vancouver, nicht auf Vancouver Island. Doch nicht nur Goldfunde, auch Kohlefunde lockten zahlreiche Menschen an. Das galt vor allem für die Ostseite der Insel, die daher zügig über eine Straßenverbindung erschlossen werden sollte. Holzeinschlag und Landwirtschaft lockten ebenfalls Zuwanderer an, später auch sich schnell entwickelnde Industrien, zunächst vor allem der Eisenbahnbau. Die Baustelle der Esquimalt and Nanaimo Railway zog Tausende an.
Dazu kam eine beginnende Urbanisierung um Victoria, das 1901 bereits 20.919 Einwohner hatte. British Columbia hatte nach der Volkszählung dieses Jahres 176.546 Einwohner. Dabei waren die Indianer, außer im Westen der Insel, längst zur Minderheit geworden, zumal ihre Bevölkerungszahlen weiter zurückgingen. Die Insel-Distrikte wiesen folgende Einwohnerzahlen auf: Alberni 4842 (davon 3301 „Indians“), Comox 5240 (770), Cowichan 3498 (779), Esquimalt 2051 (89), auf den Inseln lebten 1818 (140), Nanaimo 6130, Saanich 3412 (199), Victoria 20.919 (103). Zugleich wies die Zählung eine Vielzahl von Herkunftsländern aus, dazu kamen allein 66 religiöse Bekenntnisse. Die größte war dabei die Church of England mit 40.672 Anhängern, gefolgt von der Katholischen Kirche mit 34.227 und den Presbyterianern mit 34.176. Hinzu kamen 25.021 Methodisten und 10.027 Buddhisten sowie 5332 Lutheraner.

### Industrialisierung und Provinzverwaltung
Dabei beherrschten Industrielle, wie Robert Dunsmuir, mit seinen Beteiligungen an Kohlegruben und Eisenbahnbauten die Insel. Sein Sohn James Dunsmuir wurde sogar Premier und Vizegouverneur der Provinz. Die um Victoria liegenden Städte wuchsen zunehmend mit der Metropole zusammen, Städte wie Nanaimo wuchsen bald auf über 4000 Einwohner an, um 1900 auf über 6000; daneben entwickelten sich Orte wie Ladysmith, das 1911 rund 3300 Einwohner hatte. Sie versorgten die Pazifikküste bis nach San Francisco mit Kohle, eine Entwicklung, die auch das Grubenunglück von Nanaimo mit 150 Toten nicht aufhalten konnte. Allein zwischen 1892 und 1912 starben dort weitere 180 Menschen und der längste Streik gegen diese untragbaren Sicherheitsbedingungen erschütterte die kanadische Westküste von 1912 bis 1914.
Victoria wurde ein Regierungs- und Verwaltungszentrum, das im regionalen Handel eine gewisse Rolle spielen konnte, aber wirtschaftlich immer im Schatten von Vancouver und Seattle stand. In den 1940er Jahren begann die Abholzung weiter Teile der Insel, die bis heute anhält. Nur noch ein Bruchteil der Urwälder existiert noch. Doch die Erschöpfung der Kohlevorkommen veranlasste die Regierung auf Holz zu setzen. Zugleich erlebte die Fischerei einen ersten Boom, der auch zahlreiche Japaner ins Land zog, die den Indianern zunehmend Konkurrenz machten. Inzwischen bedroht allerdings die Lachszucht die Wildlachse, die noch vor wenigen Jahren zu Millionen zum Laichen die Flüsse hinaufwanderten. An vielen Flüssen sind ihre Populationen zusammengebrochen, was allerdings – vor allem im Norden – mit der Zellstoffindustrie zusammenhängt und damit der Holzindustrie.
Seit den 1960er Jahren wird der Tourismus zu einem immer wichtigeren Wirtschaftszweig, den die Provinz mit der Pflege ihres Images als Wildnis inzwischen unterstützt. Zahlreiche Provinzparks, Schutzgebiete und Nationalparks, der Pacific Rim National Park und der Gulf-Islands-Nationalpark, ziehen jedes Jahr mehr Touristen an. Die Insel profitiert in hohem Maße vom sogenannten Ökoboom seit den 1990er Jahren. Dazu gehört der Ausbau von Wasserkraftwerken ebenso, wie der Anbau von Wein. Dem entgegen stehen nach dem „War of the Forests“ der 1970er Jahre weitere Zerstörungen des gemäßigten Regenwalds, wie zuletzt auf der Bruce-Halbinsel im Norden oder auch der Kampf um die Errichtung einer Kupfermine am Clayoquot Sound.
Ein weiterer Beschäftigungsschwerpunkt ist inzwischen die Bildung. Allein die Universität von Victoria beschäftigt über 4000 Mitarbeiter bei fast 20.000 Studenten, die Capilano University knapp 800 Mitarbeiter bei 7500 Studenten, und am Camosun College arbeiten über 1000 Mitarbeiter und 17.000 Studenten. Dazu kommen weitere Institutionen, wie Vancouver Island University in Nanaimo und Hochschulen in Duncan, Parksville und Powell River.

## Verkehr

### Straßenverkehr
Die Straßen auf Vancouver Island sind landesüblich ausgebaut. Da die Bevölkerungszentren überwiegend entweder im Süden der Insel oder an der Ostseite der Insel liegen finden sich hier auch die überwiegende Anzahl der Autobahnen. Die wichtigsten Highways sind:
- Highway 1, der Abschnitt verläuft in Nord-Süd-Richtung und verbindet Victoria im Süden mit Nanaimo im zentralen Osten der Insel und ist Teil des Trans-Canada-Highway-Systems;
- Highway 19, der „Vancouver Inland Island Highway“ verläuft in Nord-Süd-Richtung und verbindet Nanaimo im zentralen Osten mit Port Hardy im Norden;
- Highway 4, der Highway verläuft in Ost-West-Richtung und verbindet Qualicum Beach im zentralen Osten mit Tofino an der zentralen Westküste der Insel;
- Highway 17, der Highway verbindet die Hauptstadt mit dem Swartz Bay Ferry Terminal bei Sidney.

### Flugverkehr
Der wichtigste Flughafen der Insel ist der Flughafen Victoria International auf der Saanich-Halbinsel. Weitere wichtige Flughäfen, da sie für die internationale Einreise zugelassen sind (Airport of Entry, „AoE/15“), auf der Insel sind der Flughafen Nanaimo, der Comox Valley Flughafen sowie der Flughafen Port Hardy. Auch verschiedene der Wasserflughäfen, wie der Wasserflughafen im Inneren Hafen von Victoria, sind für den Reiseverkehr wichtig.

### Verbindungen zum Festland
Vancouver Island ist durch das pazifische Gewässer der Straße von Georgia vom kanadischen Festland getrennt. Mangels fester Querungen verkehren mehrere Fähren. Die günstigste von BC Ferries betriebene Verbindung führt vom Departure Bay bei Nanaimo auf der Insel zum Horseshoe Bay bei North Vancouver mit anschließender Verbindung zum Hinterland durch den West Vancouver Blue Bus. Der rund 57 km lange Wasserweg wird in einer Stunde und 35 Minuten bewältigt. Die Fähre verkehrt im Schnitt alle zwei Stunden. Eine weitere wichtige Verbindung zwischen der Insel und dem Festland ist die Fähre vom Swartz Bay Ferry Terminal bei Sidney zum Tsawwassen Ferry Terminal in Delta. Auch diese beiden Fährterminals sind an den öffentlichen Personennahverkehr angebunden. Außerdem gibt es noch weitere Fährverbindungen zum Festland, zu denen auch die Verbindung auf der Inside Passage zwischen Port Hardy und Prince Rupert gehört.
Ebenfalls zu diesen Verbindungen zum Festland gehört die Autofähre zwischen Victoria und dem US-amerikanischen Port Angeles. Auf dieser Strecke setzt Black Ball Ferry Line mit der Coho eins der ältesten aktiven Passagierschiffe der Welt ein. Vom Inneren Hafen in Victoria verkehrt auch noch eine Personenschnellfähre zum Festland. Der von Clipper Navigation, einer US-amerikanischen Tochtergesellschaft der deutschen FRS (ehemals Förde Reederei Seetouristik), eingesetzte Hochgeschwindigkeitskatamaran verkehrt nach Seattle.

### Öffentlicher Personennahverkehr
Öffentlicher Personennahverkehr (ÖPNV) wird durch die Gemeinden eigenständig organisiert, ggf. unterstützt die Provinz dabei durch BC Transit.
Das Rückgrat des öffentlichen Personennahverkehrs in Victoria bildet das umfangreiche Stadtbussystem des Victoria Regional Transit System. Weitere Gemeinden wie beispielsweise Campbell River, Courtnay und Comox, Nanaimo oder Port Alberni betreiben ebenfalls Buslinien für den ÖPNV.
Öffentlicher Eisenbahnverkehr wird in Kanada grundsätzlich durch VIA Rail bereitgestellt. Grundsätzlich besteht eine Verbindung zwischen Victoria und Courtenay. Auf Grund von Schäden am Gleisbett und ungeklärter Finanzierung wurde der zuletzt durch Esquimalt and Nanaimo Railway durchgeführte Verkehr im Jahr 2011 unterbrochen.

## Energieversorgung
Zwischen Vancouver Island und dem kanadischen Festland sind mehrere Hochspannungs-Seekabel verlegt, unter anderem zwei für Gleichstrom (HGÜ Vancouver-Island). Die Provinz versucht allerdings bis 2016 bei der Stromversorgung unabhängig zu werden, und zugleich 90 % des Stroms aus „sauberen Quellen“ zu gewinnen. Daher wird auch auf Vancouver Island der Anteil der aus Wasserkraft gewonnenen Energie erheblich gesteigert. Dazu gehören die Vorhaben im Rahmen des Green Power Corridor, einer Kette von 34 Wasserkraftwerken. Daneben sollen die vom Bergkiefernkäfer zerstörten Bäume, die enorme Holzmengen darstellen, der Energiegewinnung zugeführt werden.

### Regionen und Parks
- Strathcona Provincial Park
- Nootka-Sund
- Nootka Island
- Goldstream Provincial Park

### Ethnien
- Nuu-chah-nulth
- Küsten-Salish
- Kwakwaka'wakw

### Persönlichkeiten
- Cameron Bright
- James Douglas
- John Sebastian Helmcken
- John Meares
- Chevy Stevens
- Alfred Waddington